# Alexander Contee Hanson
Alexander Contee Hanson (ur. 27 lutego 1786 w Annapolis, Maryland, zm. 23 kwietnia 1819) – amerykański polityk. W latach 1813–1816 był przedstawicielem trzeciego okręgu wyborczego w stanie Maryland w Izbie Reprezentantów Stanów Zjednoczonych. Później, od 1816 roku do śmierci w 1819 roku był senatorem Stanów Zjednoczonych 1. klasy z Maryland.
Jego wujkiem był Benjamin Contee.